# Phantasy Star Online 2
Phantasy Star Online 2 (ファンタシースターオンライン２?, Fantashī Sutā Onrain 2) è un videogioco della serie Phantasy Star sviluppato da Sega Division 3 e pubblicato da SEGA per Microsoft Windows il 4 luglio 2012, per PlayStation Vita il 28 febbraio 2013 e per PlayStation 4 il 20 aprile 2016. La versione semplificata per smartphone, intitolata Phantasy Star Online 2es, è stata pubblicata per Android il 7 aprile 2014 e per iOS il 14 maggio 2014. È stata pubblicata una versione per Nintendo Switch, Phantasy Star Online 2: Cloud, per il 2018. Un grosso aggiornamento chiamato Phantasy Star Online 2: New Genesis è stato pubblicato in tutto il mondo il 9 giugno 2021 per Windows, Xbox One e Xbox Series X/S. Dal gioco sono stati tratti una serie TV anime, un manga, una light novel, dei drama CD e lo spin-off Phantasy Star Nova per PlayStation Vita.

## Trama
In un universo alternativo, dove non esiste la Terra, gli esseri umani vivono nelle navi spaziali della flotta Oracle, che ha lo scopo di proteggere l'universo dalla minaccia della "Profound Darkness" (Profonda oscurità). Per questa ragione viene fondata l'organizzazione ARKS. I membri della ARKS hanno l'incarico di esplorare i pianeti appena scoperti per raccogliere informazioni. Inoltre sono in grado di manipolare i Fotoni, l'unico modo per sconfiggere i mostri creati dalla Profound Darkness, i Darker.

## Personaggi
Zeno (ゼノ?)
Doppiato da: Ryōhei Kimura
Echo (エコー?, Ekō)
Doppiata da: Yōko Hikasa
Afin (アフィン?)
Doppiato da: Hiro Shimono
Matoi (マトイ?)
Doppiata da: Satomi Satō
Shion (シオン?)
Doppiata da: Megumi Ogata
Quna (クーナ?, Kūna)
Doppiata da: Eri Kitamura
Saga (サガ?)
Doppiato da: Takahiro Sakurai
Katori (カトリ?)
Doppiata da: Hōko Kuwashima

## Modalità di gioco

### Creazione del personaggio
All'inizio del gioco il giocatore può creare il proprio personaggio scegliendone razza, sesso e classe iniziale. Può personalizzarne anche le caratteristiche fisiche, come occhi, viso, capelli e altezza.

#### Razze giocabili
- Umani: hanno dato origine alla ARKS e sono serviti come base per la creazione delle altre razze, grazie alla loro capacità di controllare i Fotoni.
- Newmans: dall'aspetto simile a quello degli elfi, sono il risultato degli esperimenti genetici sugli umani, volti a migliorare la manipolazione dei Fotoni.
- CASTs: umani trasferiti in corpi robotici dalla forza superiore, poiché il loro vecchio corpo non era in grado di sopportare il potere dei Fotoni.
- Dewmans: nati dagli esperimenti sulla combinazione tra il DNA umano e quello dei Darker, hanno grandi capacità offensive ma scarsa difesa. Le femmine hanno due corna sulla fronte, mentre i maschi uno solo.

#### Classi
Ogni classe ha accesso ad abilità specifiche e può utilizzare tre o quattro tipi di armi differenti. Procedendo nel gioco è possibile impostare anche una sottoclasse per poterne usare le abilità e ricevere potenziamenti. Il personaggio ha accesso a tutte le classi, potendo decidere di cambiarla in ogni momento, e raggiungendo il massimo livello con ognuna si ottiene un aumento permanente di alcune statistiche. Le classi disponibili all'inizio sono: Hunter, Fighter, Ranger, Gunner, Force, Techer, Braver, Bouncer e Summoner. Lo Hero è l'unica classe che non può avere una sottoclasse né può essere impostata come tale, ed è sbloccabile solo dopo aver raggiunto determinati obiettivi.

### Mondo di gioco
I personaggi dei giocatori si trovano nelle navi della Oracle (rappresentanti i server di gioco) e possono comunicare e interagire solo con gli altri presenti sulla stessa nave. 
La lobby è divisa in diverse aree: le due principali sono la "Gate Area" (Area del gate) e la "Shop Area" (Area dei negozi). La Shop Area è la parte dove con i meseta (la valuta del gioco) i personaggi possono comprare equipaggiamento, dischi delle abilità, oggetti di supporto, arredamenti per la propria stanza e accessori estetici. È anche possibile potenziare le proprie armi e armature. 
Nella Gate Area si trovano i "Quest Counter" (Sportelli delle missioni), da cui è possibile accettare le missioni disponibili. Per ognuna è presente una descrizione del pianeta dove si svolgerà, dei Darker presenti e delle ricompense ottenibili. Una volta accettate, bisogna entrare nello Space Gate, e da lì raggiungere il pianeta designato. In entrambe le aree è possibile interagire coi vari PNG e accettare i loro Client Order, missioni facoltative da completare in aggiunta a quelle principali.

### Combattimento
Il combattimento ha elementi tipici degli action RPG e degli sparatutto in terza persona, a seconda dell'arma e del tipo visuale scelta. Si utilizzano attacchi base e due tipi di abilità, le Photon Arts (abilità di combattimento) e le Tecniche (abilità basate sugli elementi, simili a magie). Le Tecniche possono essere usate solo dalle classi Force, Techer, Bouncer e Summoner. Ogni abilità consuma una certa quantità di Photon Points (PP), che si possono ripristinare usando gli attacchi base o abilità che ne permettono il recupero. Durante il combattimento è possibile scegliere che arma utilizzare tra quelle equipaggiate dal personaggio. A ciascuna arma è collegata una palette di abilità che può essere modificata prima e durante le missioni, scegliendo tra Photon Arts, Tecniche e oggetti di supporto disponibili. A un certo punto del gioco è possibile ottenere un Mag, un piccolo robot che fa da supporto e può essere nutrito con vari oggetti per potenziare le statistiche del proprio personaggio. Il Mag permette anche di utilizzare un'abilità chiamata Photon Blast, che può essere attivata quando la barra Blast Gauge è completa. Questa abilità evoca una creatura che attacca i Darker per un certo lasso di tempo. È possibile partecipare alle missioni in gruppi di massimo quattro personaggi (sia giocatori che personaggi di supporto controllati dall' IA), ma esistono aree dei pianeti visitabili in cui possono essere presenti anche altri gruppi, fino a un massimo di dodici giocatori. Sconfiggendo i Darker si ottengono oggetti, meseta e Punti Esperienza (Exp), che permettono di salire di livello. Salendo di livello aumentano le statistiche del personaggio e si guadagnano Punti Abilità (AP), da usare per imparare abilità di supporto.

## Colonna sonora
La colonna sonora è stata composta da Hideaki Kobayashi, Hidekuni Horita, Mitsuharu Fukuyama, Tadashi Kinukawa, Chihiro Aoki, Kenichi Tokoi e Izuho Numata. È raccolta in 6 volumi, usciti tra il 2013 e il 2017, per un totale di 23 CD.

## Sviluppo
In un'intervista del 2013, il direttore operativo della SEGA Naoya Tsurumi affermò che l'azienda preferì usare un modello di distribuzione free to play rispetto alla classica distribuzione fisica per via della "richiesta in un mercato in fase trasformazione", e che questa fu una delle ragioni del successo del gioco. Inoltre disse che avrebbero voluto usare questo modello anche per prodotti futuri.
Per lo sviluppo del gioco sono serviti cinque anni in cui la SEGA ha "rimosso tutti i freni". Nel settembre 2011 il produttore Satoshi Sakai dichiarò che l'uscita, programmata per quello stesso anno, sarebbe stata posticipata al 2012 per via dei problemi sorti durante l'alpha di agosto. Nel 2012 vennero annunciate le versioni per PlayStation Vita e per smartphone. Inoltre venne confermato che il gioco sarebbe stato free to play per tutte le versioni. Dopo un periodo di Pre-Open Beta e Open Beta è stato pubblicato il gioco completo su PC.
Col tempo sono state distribuite le varie espansioni chiamate Episodi, che portavano nuovi contenuti e aggiunte alla trama principale: nell'Episodio 2 vennero aggiunti la razza Dewman, la classe Braver, gli archi e le katana; nel 3 il Bouncer, le doppie lame, gli stivali jet e la Casino Area; nel 4 il Summoner col suo sistema dei pet e missioni sul pianeta Terra; nel 5 il Hero e le Buster Quest, missioni con caratteristiche simili ai giochi tower defense.

## Distribuzione
In Giappone il gioco è stato distribuito in digitale e con una versione retail contenente diversi bonus aggiuntivi per il proprio personaggio.
SEGA annunciò che nei primi mesi del 2013 avrebbe portato Phantasy Star Online 2 in Nord America e in Europa, rilasciando anche un trailer sul suo canale YouTube. Nel 2014 scrisse su Twitter che, anche se il gioco era stato rimandato, i lavori stavano procedendo. Al momento non ci sono altri aggiornamenti riguardo a un rilascio in occidente.
Il 28 marzo 2014 Asiasoft, azienda distributrice di giochi online, scrisse sulla sua pagina Facebook di Phantasy Star Online 2 la data d'inizio della beta in lingua inglese, che sarebbe stata disponibile nel sud-est asiatico tra il 10 e il 13 aprile. I giocatori avrebbero potuto accedere alla beta tramite codici distribuiti dai manager della stessa Asiasoft. Il server vennero aperti il 29 maggio, ma il supporto venne interrotto il 26 maggio 2017.

## Altri media

### Anime
Il 7 gennaio 2016 è andata in onda la serie TV anime Phantasy Star Online 2 The Animation, prodotta dalla Telecom Animation Film. È stata diretta da Keiichirō Kawaguchi e sceneggiata da Mitsutaka Hirota.
La serie segue una storia originale, ambientata sulla Terra nel 2017. Itsuki Tachibana è un bravo studente che non ha interesse per i videogiochi, ma, suo malgrado, viene invitato dalla presidentessa del consiglio degli studenti Rina Izumi a giocare al gioco del momento: Phantasy Star Online 2. La Seiga Academy, scuola dove studiano i due ragazzi, tiene sotto controllo il gioco per capire se ha una cattiva influenza sugli studenti, ma Rina vuole dimostrare che invece si può giocare e ottenere comunque buoni voti, usando Itsuki come esempio.

#### Episodi
| Nº | Titolo italiano (traduzione letterale) Giapponese 「Kanji」 - Rōmaji                                               | In onda          | In onda |
| Nº | Titolo italiano (traduzione letterale) Giapponese 「Kanji」 - Rōmaji                                               | Giapponese       |         |
| 1  | L'RPG che inizia con "Piacere di conoscerti" 「「はじめまして」から始まるRPG」 - "Hajimemashite" kara hajimaru RPG | 7 gennaio 2016   |         |
| 2  | Il guerriero disinteressato 「孤高の戦士」 - Kokō no senshi                                                        | 14 gennaio 2016  |         |
| 3  | Giocare di ruolo 「ロールプレイ」 - Rōrupurei                                                                      | 21 gennaio 2016  |         |
| 4  | Phantasy Star Offline 「ファンタシースターオフライン」 - Fantashī Sutā Ofurain                                     | 28 gennaio 2016  |         |
| 5  | Aika 「アイカ」 - Aika                                                                                             | 4 febbraio 2016  |         |
| 6  | Vietato PSO2 「禁じられたPSO2」 - Kinjirareta PSO 2                                                                | 18 febbraio 2016 |         |
| 7  | Scomparsa 「失踪」 - Shissō                                                                                        | 25 febbraio 2016 |         |
| 8  | Turning Point 「ターニングポイント」 - Tāningu Pointo                                                              | 3 marzo 2016     |         |
| 9  | Nota di scarico 「戦力外通告」 - Senryokugai tsūkoku                                                               | 10 marzo 2016    |         |
| 10 | Contenitore 「依代」 - Yorishiro                                                                                   | 17 marzo 2016    |         |
| 11 | Dark Falz 「ダークファルス」 - Dāku Farusu                                                                         | 24 marzo 2016    |         |
| 12 | L'RPG che supera i limiti 「境界を超えるRPG」 - Kyōkai o koeru RPG                                                 | 31 marzo 2016    |         |

#### Colonna sonora
La colonna sonora è stata composta da Takashi Ōmama.
Sigla di apertura
- Zessei star gate (絶世スターゲイト?, Zessei sutā geito) interpretata da Shouta Aoi.

Sigla di chiusura
- Rare drop koi koi! One More! (レアドロ☆KOI☆こい！ワンモア！?, Reado koi koi! Wan Moa!) interpretata da Rina Izumi (Ayaka Suwa) & Aika Suzuki (M.A.O).

### Light novel
Una light novel intitolata Phantasy Star Online 2 Side Stories è stata pubblicata ufficialmente il 16 giugno 2014, mentre alcune copie sono state distribuite in anteprima durante il Phantasy Star Festa 2014 il giorno precedente.

### Drama CD
I drama CD narrano le vicende dei vari personaggi del gioco.
| Titolo               | Data di uscita  |
| -------------------- | --------------- |
| Project Dream Arks!  | 24 luglio 2013  |
| Idol Capriccio       | 2015            |
| Records of Harukotan | 27 gennaio 2016 |
| Xiera's Report       | 10 gennaio 2018 |

### Manga
Il 25 febbraio 2017 è iniziata la serializzazione del manga Phantasy Star Online 2 Episode 0, scritto e disegnato da Kiyu Kibako. I sei capitoli sono stati raccolti in un volume unico il 25 luglio 2017.
La storia è ambientata 11 anni prima degli eventi del gioco. Melphonshina, una newman di 18 anni, è intenta a combattere dei Darker su un pianeta misterioso insieme al suo compagno Gettemhart, umano di 18 anni. Ad un tratto compare una misteriosa ragazza dai capelli bianchi, che la accusa di essere una Dark Falz, un Darker dall'aspetto umano.

## Accoglienza
Il gioco ha vinto il premio "Rookie of the year" ai WebMoney Award 2012, e Famitsū ha assegnato alla versione per PlayStation Vita il punteggio di 33/40.
Nel corso del tempo milioni di utenti hanno registrato i propri account di gioco: nel marzo del 2013 se ne sono registrati più di 2,5 milioni, nell'agosto del 2015 più di 3,5 milioni e nel settembre del 2016 4,5 milioni. Nel gennaio del 2018 SEGA ha annunciato che la versione per PlayStation Vita ha raggiunto gli 1,5 milioni di download.

## Phantasy Star Nova
Phantasy Star Nova (ファンタシースター ノヴァ?, Fantashī Sutā Nova) è lo spin-off di Phantasy Star Online 2 per PlayStation Vita. È stato sviluppato da tri-Ace e pubblicato da SEGA il 27 novembre 2014. Il gioco è ambientato sul pianeta Machia, dove non è possibile utilizzare il potere dei Fotoni ma è presente un nuovo tipo di energia, il Gran. Con Phantasy Star Online 2 condivide il sistema di creazione dei personaggi e alcune classi, ma presenta delle differenze, tra cui la Modalità storia da giocatore singolo basata su missioni da completare, nuovi personaggi, due nuovi tipi di arma chiamati Halo e Pile e la classe Buster, in grado di usare tutte le armi e tutte le abilità.